# الحرب اللمومية
الحرب اللمومية في عام 321 قبل الميلاد كانت في اليونان شارك فيها أكثر من 30,000 ألف شخص، وكانت النتيجة فوز مقدونيا.